# مريديث ماران
مريديث ماران (بالإنجليزية: Meredith Maran)‏ (21 أغسطس 1951، نيويورك في الولايات المتحدة)؛ كاتِبة وروائية أمريكية.